# Xylomimus baculus
Xylomimus baculus là một loài bọ cánh cứng trong họ Cerambycidae.